# Parascopioricus
Parascopioricus is een geslacht van rechtvleugeligen uit de familie sabelsprinkhanen (Tettigoniidae). De wetenschappelijke naam van dit geslacht is voor het eerst geldig gepubliceerd in 1960 door Beier.

## Soorten
Het geslacht Parascopioricus omvat de volgende soorten:
- Parascopioricus binoditergus Nickle, 1983
- Parascopioricus cordillericus Beier, 1960
- Parascopioricus exarmatus Beier, 1962
- Parascopioricus lancifolius Brunner von Wattenwyl, 1895
- Parascopioricus reductus Beier, 1962